# James Asser
James Edward Asser est un homme politique britannique, membre du parti travailliste qui est député de Worcester depuis 2024.

## Biographie
Il étudie à l'Université d'Angleterre centrale (rebaptisée plus tard Birmingham City University) et est impliqué dans son syndicat étudiant. Il devient vice-président du syndicat national des étudiants pour le bien-être social (1998-2000) puis coprésident du LGBT+ Labour. En 2010, lui et un groupe de membres LGBT+ du parti travailliste se sont vu refuser le service dans un pub londonien à la suite d'un incident prétendument homophobe cette année-là.
Il est député de West Ham and Beckton (en) et membre du Parti travailliste depuis 2024.